# نهاية الهداية إلى تحرير الكفاية
نهاية الهداية إلى تحرير الكفاية لشيخ الإسلام زكريا الأنصاري (824-926هـ) كتاب في علم الفرائض، شرح فيه المؤلف منظومة «الكفاية» لابن الهائم المصري الشافعي (ت 815هـ)، وهي منظومة في علم الفرائض تتكون من 1096 بيتاً، مطلعها:
قال المؤلف في مقدمة الكتاب: